# Apple A15
Apple A15 Bionic je 64bitový systém na čipu založený na architektuře ARM, navržený a vyvinutý americkou společností Apple. Nachází se v zařízeních iPhone 13 a 13 Mini, iPhone 13 Pro a 13 Pro Max, iPhonu SE třetí generace, iPhonu 14 a 14 Plus a v iPadu Mini šesté generace, avšak v iPadu Mini je snížena frekvence čipsetu na 2,93 GHz. Celkově má A15 Bionic oproti čipsetu Apple A14 Bionic lepší procesorovou jednotku o 10 %, grafický procesor o 30 % a Neural Engine o zhruba 44 %.

## Design
Čipset Apple A15 vyrábí společnost TSMC 5nanometrovým výrobním procesem druhé generace – N5P. Nahrazuje tak výrobní proces N5, který byl použit například u čipsetu Apple A14. Oproti tomu má také vyšší počet tranzistorů o 27,1 % – A15 obsahuje 15 miliard trazistorů, zatímco A14 jich obsahuje pouze 11,8 miliardy.
Apple A15 byl později také použit jako základ pro čipsety Apple M2, které nahradily čipsety M1, se základem z Apple A14.

### CPU
Apple A15 Bionic je vybaven 64bitovým šestijádrovým procesorem navrženým společností Apple s implementací architektury ARM, ARMv8.5-A. V něm se nacházejí dvě vysoce-výkonnostní jádra „Avalanche“, která dosahují až 3,24GHz frekvence a čtyři energeticky-efektivními jádry „Blizzard“, která fungují na frekvenci 2,02 GHz.
Ve srovnání s čipsetem A14 zvyšuje Apple A15 jednojádrovou frekvenci dvoujádrového clusteru o 8 %, kdy si polepšil z 2,998 GHz na 3,24 GHz a dvoujádrovou frekvenci o 10 %. Apple také zvýšil celkový výkon L2 paměti – zdvojnásobením sdílené systémové mezipaměti z 16 MB na 32 MB a zvýšením paměti vysoce-výkonnostních jader „Avalanche“ z 8 MB na 12 MB.

### GPU
Čipset A15 obsahuje pěti nebo čtyřjádrový grafický procesor navržený společností Apple. Funguje na frekvenci 0,6 GHz a v případě 5jádrové A15 obsahuje až 160 prováděcích jednotek, neboli 1280 aritmeticko-logických jednotek (ALU), oproti A14, která obsahovala pouze 64 prováděcích jednotek, neboli 512 ALU.

### Neural Engine
V Apple A15 se nachází vylepšený hardware neuronové sítě, 16jádrový Neural Engine. Ten dokáže provést 15,8 bilionu operací za sekundu, a je tedy o 44 % rychlejší než Neural Engine z čipsetu A14, který dokázal provést 11 bilionů operací za sekundu.

### Další funkce
Operační paměť A15 vykonává jak v čtyřjádrovém i pětijádrovém čipsetu LPDDR4X-4266 s šířkou pásma 34,1 GB/s a s maximální možnou pamětí 6 GB. A15 obsahuje také vylepšený obrazový procesor s podporu pro kódování a dekódování kodeků HEVC 8 i 10bit, H.264, VP9 a VP8, JPEG a pouze dekódování pro AV1.

## Produkty

### 4jádrový GPU
- iPhone 13 / 13 Mini
- iPhone SE (3. generace)

### 5jádrový GPU
- iPhone 13 Pro / Pro Max
- iPhone 14 / 14 Plus
- iPad Mini (6. generace)